# 莱茵河畔布赖萨赫
莱茵河畔布赖萨赫（德語：Breisach am Rhein，發音：[ˈbʁaɪzax ʔam ˈʁaɪn]）是德国巴登-符腾堡州弗赖堡行政区布赖斯高-上黑林山县的城市，面积54.59平方千米，2023年12月31日人口为16,007人。

## 名称
该地旧称“旧布赖萨赫”（德語：Alt-Breisach），在法语中的名称为“Vieux-Brisach”，即“旧布里萨克”，而该地隔莱茵河与法国的新布里萨克（法語：Neuf-Brisach，即“新布赖萨赫”）相望。